# Justus Christopher von Lindecreutz
Justus Christopher von Lindecreutz, före adlandet Lind, född 6 augusti 1768 i Osby, död 2 juni 1859 i Stockholm, var en svensk underståthållare.

## Biografi

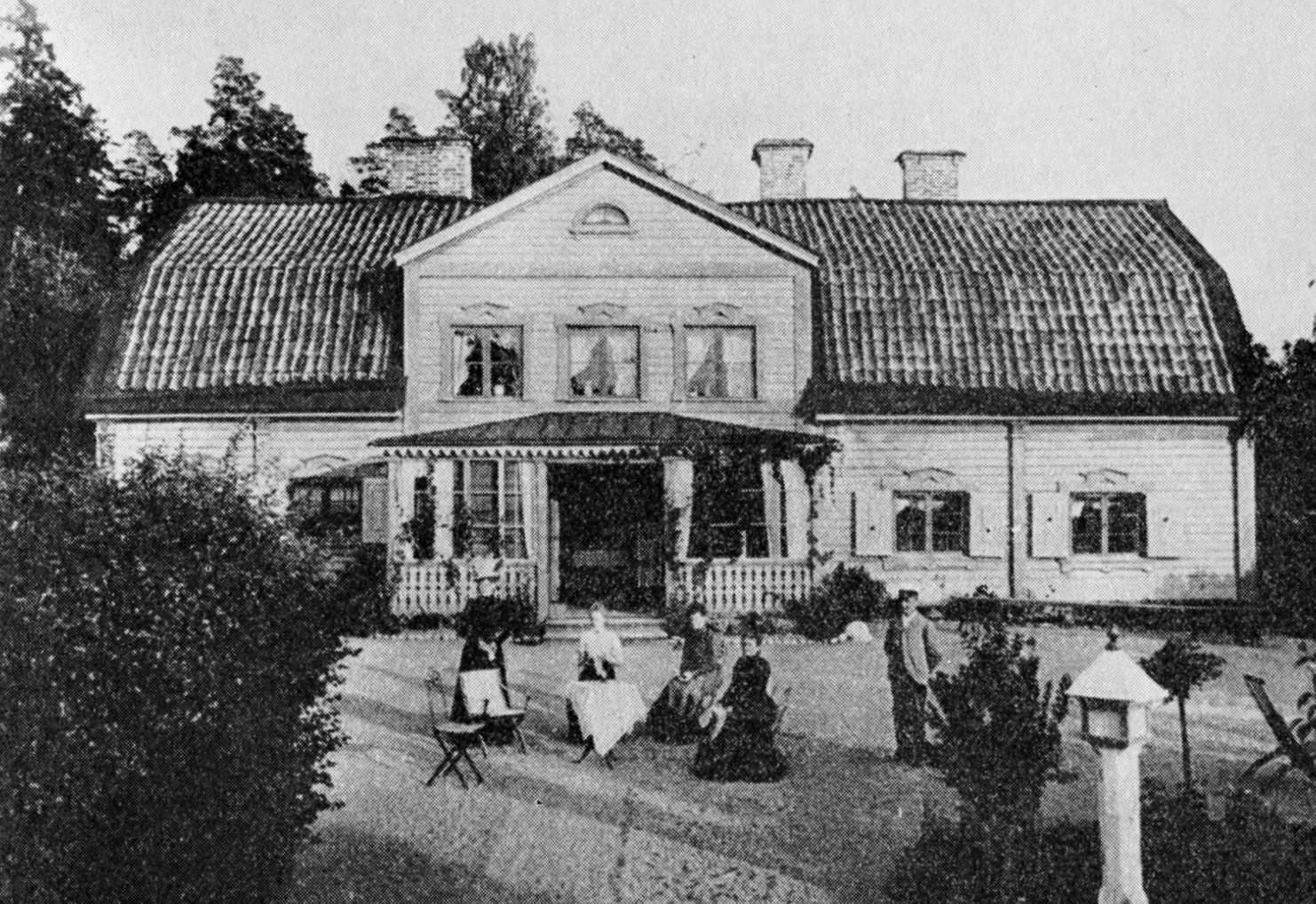
von Lindecreutz arrenderade Långängens gård mellan 1808 och 1850. Foto från 1898.

Justus Christopher von Lindecreutz var son till prosten i Osby församling magister Jöns Lind och Henrietta Osterman, dotter till överinspektoren vid packhuset i Karlskrona Christopher Diedrich Osterman.. Han blev auskultant i Göta hovrätt 1784, extra kanslist i justitierevisionen 1785, i Krigskollegium 1786. Han blev protokollskanslist i justitierevisionen samma år, vice notarie i Krigskollegium 1787, kopist 8 november samma år, notarie 1788 och sekreterare i utredningskommissionen samma år. Han erhöll avsked från kopistsysslan i Krigskollegium 1789 och blev kopist i justitierevisonen 16 mars 1790. Han blev auditör vid Livgardet med justitiaries namn, heder och värdighet 27 september 1792. von Lindecreutz blev krigsjustitiarie i generalkrigsrätten 6 december 1793 och erhöll avsked från auditörssysslan 30 september 1795. von Lindecreutz blev civil ledamot av krigshovrätten 24 november 1797 och lagman 14 januari 1799.
Den 11 mars 1811 blev han underståthållare i Stockholm. Han blev justitieråd 21 maj 1830 och erhöll på begäran avsked 6 februari 1840. von Lindecreutz blev ledamot av Patriotiska sällskapet 23 januari 1816, av sällskapet Pro patria samma år. Han blev fullmäktig i allmänna brandförsäkringsverket 1826, i allmänna brandförsäkringsbolaget för byggnader på landet 1828–1830. von Lindecreutz blev ledamot av Krigsvetenskapsakademin 15 december 1806 och arbetande hedersledamot 11 maj 1811.
von Lindecreutz erhöll sekreterares namn, heder och värdighet 24 augusti 1791. Han blev riddare av Nordstjärneorden 16 december 1814 och kommendör för samma orden 28 januari 1834 samt riddare av Carl XIII:s orden 28 januari 1835. Han adlades 11 maj 1818 och introducerades 1819 under nummer 2263. Ätten slöts 1881 av sonen Carl Gustaf Reinhold. Han gifte sig 1799 med Maria Nilsson, dotter till brukspatronen Nils Nilsson och Christina Schwartz. Mellan 1808 och 1850 arrenderade han Långängens gård i nuvarande Stocksund. Efter honom uppkallades "Lagman Linds väg" i närheten av gården.